# Varnița, Prahova
Varnița este un sat în comuna Șirna din județul Prahova, Muntenia, România.

## Istoric
Așezarea este atestată documentar în 1831. În 1838, satul Varnița făcea parte din plasa Târgșor, avea 48 de gospodării și 194 de locuitori.
Din 1872, satul face parte din comuna Șirna (unitate administrativ-teritorială aflată inițial în plasa Târgșor, apoi în plasa Ploiești, în raionul Ploiești și, din 1968, în județul Prahova).